# Laudomia Forteguerri
Laudomia Forteguerri, född 1515 i Siena, död 1555, var en italiensk poet. Hon har blivit känd som Italiens första lesbiska poet. Under den spanska belägringen av hennes hemstad 1554–1555, som ledde till slutet för republiken Siena, arbetade hon tillsammans med andra kvinnor för att stärka stadens försvarsställningar. 